# Черниговская обувная фабрика
Черниговская обувная фабрика "Берегиня" — промышленное предприятие в городе Чернигов Черниговской области Украины.

## История
Обувная фабрика была построена в соответствии с четвёртым пятилетним планом восстановления и развития народного хозяйства СССР на базе обувного цеха и введена в эксплуатацию в 1945 году. 
В целом, в советское время обувная фабрика входила в число ведущих предприятий города.
После провозглашения независимости Украины, в 1996 году государственное предприятие было приватизировано и преобразовано в открытое акционерное общество.
По состоянию на начало 2014 года обувная фабрика по-прежнему входила в число крупнейших действующих предприятий города.

## Деятельность
Предприятие производит мужскую, женскую и детскую обувь, основной продукцией являются туфли и полусапоги.